# Changle
Changle (长乐, traduzione: lunga gioia) è una città nella prefettura di Fuzhou nella provincia cinese di Fujian con circa 100 000 abitanti.
Changle è la sede di uno dei distretti della prefettura. Gli altri distretti della prefettura sono quelli di Fuzhou (福州), Fuqing (福清), Minhou (闽候), Lianjiang (连江), Luoyuan (落源), Minqing (闽清), Yongtai (永泰) e Pingtan.